# 1648
1648 (MDCXLVIII) je bilo prestopno leto, ki se je po gregorijanskem koledarju začelo na sredo, po 10 dni počasnejšem julijanskem koledarju pa na soboto.

## Dogodki
- 20. avgust - bitka pri Lensu, del tridesetletne vojne
- 24. oktober - podpisan Vestfalski mir, s katerim se konča tridesetletna vojna

Neznan datum
- Frondisti se prvič uprejo Mazarinu.

## Rojstva
- 13. april - Jeanne-Marie Bouvier de la Motte-Guyon, bolj znana kot Madame Guyon, francoska mistikinja († 1717)

Neznan datum
- Devlet II. Geraj, kan Krimskega kanata († 1718)

## Smrti
- 20. maj - Vladislav IV. Poljski  (* 1595)
- 26. maj - Vincent Voiture, francoski pesnik (* 1597)
- 20. avgust - Edward Herbert, prvi baron Herbert Cherburyski, angleški diplomat, pesnik in filozof (* 1583)
- 1. september - Marin Mersenne, francoski matematik, fizik, filozof, teolog, muzikolog (* 1588)
- 11. oktober - Nakae Todžu, japonski konfucijanski filozof (* 1608)